# Universell envelopperande algebra
För varje Liealgebra kan man konstruera dess universella envelopperande algebra. Detta är en (unitär) associativ algebra som återspeglar många egenskaper hos den ursprungliga Lie-algebran. Konstruktionen har central betydelse bland annat inom representationsteorin avr Liealgebror.
Allmänt kan man betrakta en associativ algebra som en Liealgebra genom att låta Liehaken utgöras av kommutatorn. Varje Liealgebra kan avbildas på en associativ algebra betraktad på detta sätt. Den universella envelopperande algebran U(g) för en Liealgebra g medger en sådan avbildning som i en bestämd mening är den generellast möjliga. Situationen motsvarar formellt förhållandet mellan en grupp och dess gruppalgebra. Speciellt garanteras ett naturligt ett-till-ett-förhållande mellan representationer för g och moduler över U(g).
I typfallet, då g ges av första ordningens differentialoperatorer, kan U(g) identifieras med algebran av differentialoperatorer av godtycklig ordning.

## Definition och universell egenskap
Låt g vara en Liealgebra över en kropp K och låt T(g) vara tensoralgebran över
g betraktad som vektorrum över K. Den universella envelopperande algebran U(g) är då kvoten av T(g) med idealet genererat av relationerna
{\displaystyle [a,b]=a\otimes b-b\otimes a,\qquad a,b\in g.}
Definitionen säkerställer att den kanoniska injektionen ι : g → U(g) är en Liealgebrahomomorfism. Algebran U(g) har den universella egenskapen att för varje Liealgebrahomomorfism f:g → A, där A är en godtycklig K-algebra, existerar en entydigt bestämd K-algebrahomomorfism h:U(g) → A så att f = h o ι.
Här förutsätts implicit att varje associativ algebra A är försedd med sin naturliga Liealgebrastruktur given av kommutatorn. Det vill säga
{\displaystyle [a,b]=ab-ba,\qquad a,b\in A.}